# Društvo za raziskovanje jam Ljubljana
Društvo za raziskovanje jam Ljubljana (DZRJL) je največja slovenska jamarska organizacija, pod imenom Društvo za raziskavanje podzemskih jam je bilo ustanovljeno leta 1910.
Društvo se ukvarja z odkrivanjem, raziskovanjem, dokumentiranjem in varovanjem jam v Sloveniji in je najstarejše še delujoče jamarsko društvo pri nas. Leta 2024 je imelo 150 članov. Najbolj znano je po dosežkih v globokih jamah Kaninskega pogorja, kjer so njeni člani in članice odkrili, raziskali in dokumentirali pet jam, globljih od 1000 metrov: Vandimo (globina 1000 metrov je bila dosežena leta 1993, leta 2024 je bila jama globoka 1182 metrov), Renejevo brezno (2014, 1322 m), P 4 ali Brezno rumenega maka (2016, 1102 m), Brezno spečega dinozavra (2021, 1082 m), Dlvn (2024, 1011 m). Leta 2019 se je ob odkritju prehoda iz Renejevega brezna v P 4 to število zmanjšalo za ena in je imelo društvo leta 2024 štiri jame, globlje od tisoč metrov.

## Ustanovitev društva in prva leta
Raziskovanje in dokumentiranje jam se je v Sloveniji začelo z objavo knjige Slava vojvodine Kranjske Janeza Vajkarda Valvasorja (1689), nadaljevalo pa predvsem z deli Josepha Antona Nagla (1748), Franca Antona von Steinberga (1758) in Adolfa Schmidla (1854).
Ob koncu 19. stoletja se je razmahnilo raziskovanje jam predvsem v Škocjanskih jamah in Postojnski jami. Glavni pobudnik je bil upravitelj te jame, Ivan Andrej Perko. Po letu 1885 je po naročilu Ministrstva za kmetijstvo na Dunaju Viljem Putik (tudi Wilhelm Putick, Vilim Puttik) raziskoval kras v zaledju kraških polj na Notranjskem.
Na pobudo Perka in Putika je bilo leta 1910 v Ljubljani ustanovljeno Društvo za raziskavanje podzemskih jam (nem. Gesellschaft für Höhlenforschung). Predsedoval mu je baron Theodor Schwarz von Karsten, takratni deželni predsednik Kranjske, kronske dežele v Avstro-Ogrski monarhiji. Ker sta imela le dva člana društva jamarske izkušnje, je njegov tajnik Josip Cerk, povabil študentsko skupino planincev in alpinistov, Drenovce, da bi za društvo raziskovali jame. Po smrti Cerka med zimskim vzponom na Stol je leta 1912 vodenje raziskovanja prevzel Pavel Kunaver. Društvo je imelo dva dela sekciji: glavno, pretežno slovensko Dolenjsko sekcijo in Kočevsko sekcijo [Gottschee Sektion] iz nemško govorečih članov - Kočevarjev, ki so raziskovali jame na Kočevskem do prve svetovne vojne.
Leta 1911 so Drenovci na Dolenjskem začeli iskati podzemske dotoke reke Krke in se zato lotili predvsem raziskovanja globokih brezen, da bi skozi njih prišli do vodnih jam. Poleg običajne jamarske opreme (vrvnih lestvic) so uporabljali tudi vrvno in alpinistično tehniko. Prvi pomemben dosežek je bilo 84 metrov globoko brezno Marjanščica. Sledile so Žiglovica (82 m), Krviška Okroglica (93 m), več ledenih jam na Veliki gori, jama Tentera. Na pobudo Viljema Putika so raziskali tudi 200 metrov novega rova v severnem kraku jame Logarček na Planinskem polju.
Glavni fotograf je bil Bogomil Brinšek, ki je kot vir za osvetlitev jame uporabljal magnezijev trak, navit okoli kladiva. S svojim umetniškim upodabljanjem gorskih in jamskih motivov, pogosto v piktorialističnem slogu, je navduševal v svojem času in še mnogo let kasneje. Po njegovi zaslugi se je s fotografijo začelo ukvarjati tudi veliko drugih, od jamarjev predvsem Ivan Tavčar in Josip Kunaver, brat Pavla Kunaverja.
Društvo se je uveljavilo v širši okolici, povabili so ga k raziskovanju jam v Pazinu in Baderni v Istri, kjer so v podzemlju iskali vir pitne vode. Njihov glavni dosežek je bil spust v 97 m globoko jamo Golešičko (Golešnico). Do izbruha prve svetovne vojne leta 1914 je društvo raziskalo 133 jam.
Prva svetovna vojna je prekinila delovanje društva, Bogomil Brinšek je padel na srbski fronti v prvih dneh vojne, vendar to ni ustavilo jamarskega delovanja članov društva. Pavel Kunaver je kot podčastnik avstro-ogrske vojske sodeloval pri raziskovanju in preureditvi jam na Krasu za vojaške potrebe. Kasneje se je pridružil posebni jamarski skupini pod vodstvom poročnika Ivana Michlerja, prav tako iz društva, za raziskovanje jam v Trnovskem gozdu in Banjški planoti, v neposrednem zaledju Soške fronte. Leta 1917 sta Kunaver in Michler za vojaške potrebe raziskala več kot sto jam. 31. avgusta 1917 sta v eni ekskurziji raziskala brezno Roupa do globine 146 metrov, kar je ostal rekordni dosežek društva do leta 1965.

## Med obema vojnama
V dveh desetletjih po prvi svetovni vojni se je DZRJL uveljavilo kot prava jamarska organizacija v današnjem pomenu. Na 1.264 ekskurzijah so raziskali 742 jam.
Pavel Kunaver je leta 1922 izdal knjigo Kras in kraški pojavi, prvo slovensko poljudnoznanstveno knjigo o Krasu, da bi v slovenski javnosti vzbudil zanimanje za jamarstvo in speleologijo. A pravi čas še ni napočil. Tudi njegova druga knjiga »V prepadih«, ki je izšla leta 1932, ni naletela na ustrezen odziv. Društvo je začelo spet delovati leta 1924, preusmerilo se je s terenskega odkrivanja podzemlja na znanstveno proučevanje kraških pojavov. Sedež društva je bil na Zoološkem inštitutu Univerze v Ljubljani - od leta 1927 je bil njegov predsednik zoolog Jovan Hadži. Poleti leta 1925 sta bili raziskani prvi jami po 1. svetovni vojni, Zlatica in Govic, delno potopljena izvirna jama, obe nad Bohinjskim jezerom ter štiri jame v okolici Škofje Loke. Leta 1926 je Josip Perme, župan Ponove vasi odkril večjo novo jamo, kasneje po njem imenovano Županova jama, ki je kmalu postala ena najbolj obiskanih slovenskih turističnih jam. Istega leta jo je raziskalo in izmerilo DZRJL (dolga je 710 metrov in globoka 73 metrov), o jami pa je član društva Valter Bohinec izdal monografijo Županova jama, prvo speleološko razpravo v slovenščini. Priloženo ima obširno navodilo o delu fizičnega speleologa v jami. Leta 1927 sta Roman Kenk in Albin Seliškar v Podpeški jami postavila enega prvih laboratorijev za preučevanje jamskih živali na svetu.
Leta 1929 je društvo raziskovalo jame na širšem območju Loškega kraškega polja. Glavni dosežek je bila raziskava in izmera notranjih delov Križne jame, odkrite leta 1926. Raziskanih in izmerjenih je bilo več kot 5 kilometrov vodnih rovov. Leta 1931 je DZRJL raziskalo jamo Vjetrenica na Popovem polju v Hercegovini in tudi v njej izmerilo več kilometrov rovov, zaradi česar je postala Vjetrenica najdaljša jama v Kraljevini Jugoslaviji. Leta 1932 so člani društva ponovno začeli iskati Lipertovo jamo, izgubljeno po smrti njenega odkritelja Viljema Putika leta 1929. 12. avgusta 1932 so našli jamo Krastačo, kasnejši drugi vhod Najdene jame. Leta 1933 je Albin Seliškar izvedel enega prvih jamskih potopov na svetu v potapljaškem skafandru, v požiralniku Pod stenami na severnem robu Planinskega polja. Sredi 30-ih let se je razvila logaška podružnica DZRJL. Pod vodstvom Ivana Dolarja so načrtno raziskovali jame v širši okolici Logatca in prodrli do konca rokava Blata v Križni jami. Leta 1937, ko so člani društva pregledovali področje nad požiralniki Unice, da bi našli Lipertovo jamo, je Alfred Šerko ml. s pomočjo izmere na podlagi zemljiškega katastra, ki sta jo naredila rudarska inženirja Kersnič in Lučovnik iz Ljubljane, odkril vhod v to jamo (Alfred Šerko starejši, njegov oče, je bil priznani slovenski nevrolog in psihiater). Zgornji del jame je popolnoma ustrezal Putikovemu opisu in njegovemu načrtu, ker pa je bil vodni del jame veliko manjši, je Šerko sklepal, da to ni Lipertova jama, in ji je dal ime Najdena jama. Leta 1938 je Šerko preuredil kataster jam DZRJL - arhiv zapisnikov o ekskurzijah je uredil po jamah, ki jim je dal katastrske številke in sestavil Seznam jam v obliki ozalidnih kopij. Šerko in Ljubo Podpac sta v poznih 30-ih letih organizirala načrtno raziskovanje jam ob meji z Italijo. Podrobno je bila glede novih jam preiskana tudi planota Pokojišče in Begunjski Ravnik. Leta 1939 sta se Ivan Kuščer in Dušan Kuščer potopila v kraška izvira Ljubljanice pri Vrhniki in sicer v Malo okence (8 metrov globoko) in Veliko okence (preplavan je bil prvi sifon, globok 4 metre in dolg 10 metrov), s potapljaško opremo lastne zasnove in izdelave. Od leta 1926 je bil glavni fotograf DZRJL Franci Bar, ki je kot osnovni vir za osvetlitev v jamah uporabljal svetilni prah. Izpopolnil je tudi jamsko stereo fotografijo.

## Najdena in Žankana jama
Po burnih časih v 40-ih letih 20. stoletja je društvo doseglo drugi vrhunec v 60-ih letih z odkritjem večje jame, po preboju ožine na koncu Najdene (Lipertove) jame leta 1963 in z raziskovanjem globokih jam v Sloveniji, na primer Triglavskega brezna ter Medvedove konte na Pokljuki in v Jugoslaviji, primer je Žankana jama.
Med drugo svetovno vojno sta Valter Bohinec in Jovan Hadži skrila društveni arhiv v prostorih Narodne in univerzitetne knjižnice v Ljubljani. Ker so partizani jame pogosto uporabljali za skrivališča, so imele lege jam in zemljevidi v tem arhivu velik vojaški pomen. Arhiv Kočevske sekcije DZRJL je bil shranjen v Kočevju in je decembra 1943 med Bitko za Kočevje zgorel. Ohranilo se je le nekaj odlomkov, shranjenih v glavnem arhivu društva (npr. načrt Vodne jame pri Klinji vasi).
V letu 1945 je društvo spet začelo raziskovati jame, tudi na ponovno dostopnem primorskem Krasu. Veliko tega dela je objavljenega v knjigi Šerka in Michlerja: Postojnska jama in druge zanimivosti Krasa (1952). Leta 1948 je društvo doletela velika izguba, ob nenadni smrti Alfreda Šerka ml. Med jamarsko ekskurzijo v Istri je izstopil iz avta, ki ga je vozil, in ko je še držal za kljuko, je strela udarila v avto in Šerka usmrtila, ostali potniki v avtu pa so ostali nepoškodovani - karoserija je delovala kot Faradayeva kletka. Njegovo vlogo je prevzel Ivan Michler in začelo se je načrtno raziskovanje podzemlja med Planino in Postojno. Pavel Kunaver je uspešno promoviral jamarstvo z organizacijo ekskurzij v jame v okviru krožka na Klasični gimnaziji v Ljubljani, kjer je poučeval. Leta 1950 so člani društva v Planinski jami odkrili bifurkacijo v Rakovem rokavu te jame. Leta 1951 so v Veliki ledeni jami v Paradani odkrili nove dele in povečali globino jame na 120 metrov. Sledila so, po skoraj desetih letih, prva večja odkritja v spletu Postojnske jame. Istega leta je bila ustanovljena podružnica DZRJL Postojna. Njeno glavno raziskovalno področje je bila Predjama, kjer so odkrili obsežen jamski splet. Leta 1954 je bil v Postojni Prvi jugoslovanski speleološki kongres, ki so ga v veliki meri organizirali člani DZRJL. Zaradi uskladitve s statutom Jamarske zveze Jugoslavije, ki je zahteval krovno organizacijo v vsaki od jugoslovanskih republik, se je DZRJL preimenovalo v Društvo za raziskovanje jam Slovenije (DZRJS).
Zaradi različnih pogledov na jamarstvo in delovanje društva je prišlo do odprtih sporov med mlado in staro generacijo. Najvidnejša predstavnika mlade generacije, Dušan Novak in Miran Marussig, sta bila leta 1954 izključena iz društva. Leta 1955 je Novak z Marussigovo pomočjo ustanovil Jamarsko sekcijo Železničarskega planinskega društva, drugo jamarsko organizacijo v Ljubljani, Marussig pa se je vrnil v DZRJS. Leta 1957 se je postojnska podružnica DZRJL osamosvojila kot Društvo za raziskovanje jam Luka Čeč - Postojna. Leta 1958 je skupaj z DZRJS organizirala uspešno odpravo v eno najglobljih slovenskih jam, v Jazben (-334 m), odkritih je bilo več novih rovov. Leta 1959 so se Kazimir Drašlar, Jože Štirn in Jože Mušič potopili skozi 10 metrov dolg sifon v Veselovi jami pri Cerknici (izvir Žerovniščice), Mušič pa je pri tem posnel prve fotografije na drugi strani sifona v slovenskih jamah. Leta 1960 so člani društva raziskali Brezno pri Medvedovi konti na planoti Pokljuka z eno največjih znanih jamskih dvoran tistega časa. Istega leta je potekalo prvo raziskovanje jam v visokogorju (na Kriških podih) Julijskih Alp. Vseslovenska odprava DZRJS je dosegla dno Triglavskega brezna (nadmorska višina vhoda 2377 m, globina 260 m). Leta 1962 so podružnice DZRJS po Sloveniji postale samostojna jamarska društva, registrirana v svojih občinah, DZRJS pa se je preimenovalo v Jamarski klub Ljubljana (JKL), ki mu je bila leta 1966 dodana še beseda Matica (JKLM).
Od sredine zime do pomladi leta 1963 je skupini mladih članov društva uspelo prekopati ožino z močnim prepihom na koncu takrat še 200 metrov dolge Najdene jame. Že v istem letu so jamo podaljšali na približno 1 kilometer, leta 1964 pa so nadaljnja odkritja: Putikova dvorana, Piparski in Borisov rov povečala dolžino na prek 2 km. Poleti 1963 je društvo na pobudo člana društva Jurija Kunaverja, geografa in sina Pavla Kunaverja izvedlo prvo odpravo na Kanin v Zahodnih Julijskih Alpah. Leta 1965 se je nadaljevalo raziskovanje in dokumentiranje Najdene jame. Pregledovali so tudi okolico na območju Lanskega vrha ter nadaljevali raziskave na Kaninu in na Krimu. Na Kaninu, v Primoževem breznu (-175 metrov, imenovanem po Primožu Krivicu), je bil presežen društveni globinski rekord, izveden v eni ekskurziji, v novo odkriti jami. Po 4. mednarodnem jamarskem kongresu v Ljubljani in Postojni leta 1965, katerega organizacija je v veliki meri slonela na društvu, je prišlo do menjave generacij v vodstvu društva. Leta 1966 je bilo na Kaninu odkritih in raziskanih več prek 100 metrov globokih jam. V Primoževem breznu je bil dosežen nov društveni globinski rekord v jami, ki jo je odkrilo društvo, 197 metrov. Večja skupina se je udeležila odprave v Pološko jamo, kjer so člani JKLM odkrili glavno nadaljevanje. Milan Orožen in Ugo Fonda sta se potopila skozi 12 metrov dolg sifon med Črno in Pivka jamo. To je bil začetek modernega potapljanja, z avtonomnimi podvodnimi dihalnimi napravami v slovenskih jamah. Pod vodstvom Tomaža Planine so po letu 1967 sledile odprave v globoke jame. Istega leta so odkrili Ljubljansko jamo pod Koglom v Kamniško-Savinjskih Alpah. Leta 1968 so raziskali Lipiško jamo z 210 m globokim enovitim breznom in nekaj večjih jam na Kaninu. Jamarji društva so v Pološki jami dosegli globino 300 m (jama so raziskovali od vhoda navzgor).
Med dosežki leta 1968 je imela največji odmev 20-članska društvena odprava v Žankano jamo pri Rašporju v Istri. Jama je požiralnik potoka - po začetnih manjših breznih se odpre veliko, 200 m globoko notranje brezno. V letih med prvo in drugo svetovno vojno je Istra pripadala Italiji, jamo so poimenovali Bertarellijevo brezno [Abisso Bertarelli], raziskana je bila v letih 1924 in 1925. Z globino 450 m je bila od leta 1924 do 1926 znana kot najgloblja jama na svetu. Po 1959 je bila najgloblja jama v Jugoslaviji, pred Gotovžem (prav tako v Istri, −420 m) in Jazbenom (Slovenija, −365 m). Pogosto se je zgodilo, da so italijanske meritve jam v Slovenskem primorju, v času pred drugo svetovno vojno, pokazale večjo globino, kot je dejansko bila, in je bil zato eden od ciljev odprave tudi nova izmera jame. Odprava je dosegla dotlej znano dno jame, na −346 m in nadaljevala po dolgem nizkem vodoravnem rovu, do Slovenskega sifona, po novih meritvah na −361 m. Ta globina je jamo pomaknila s prvega na tretje mesto jugoslovanske lestvice globokih jam. Konec leta 1968 so Primož Krivic, Marjan Juvan in Renato Verbovšek raziskali in izmerili vhodni del jame Mala Boka pri Bovcu in jo registrirali.
Društveni odpravi v Gotovž in Jazben, ki sta sledili, sta zmanjšali globino Gotovža na 320 m in Jazbena na 334 m. S tem se je Žankana jama vrnila na vrh jugoslovanske globinske lestvice, ti trije dosežki pa so postavili društvo v vrh jugoslovanskega jamarstva. Leta 1969 so se člani društva udeležili mednarodne odprave na Poljsko, v jami Jaskinia Wielka Śnieżna in Jaskinie Psie, izmerili so Vzhodni rov v Kačne jame pri Divači, trije člani društva pa so se udeležili dotlej največje mednarodne jamarske odprave v brezno Gouffre Berger v Franciji. 26. oktobra se je pri merjenju jame Pekel pri Šempetru v Savinjski dolini smrtno ponesrečil član društva Anton Suwa.

## Jame na Pršivcu
Sprememba tehnologije obvladovanja navpičnih delov jam, predvsem brezen, uporaba tehnike enojne vrvi namesto jamarskih lestvic z nekajkrat lažjo in manj okorno opremo, je omogočila premik od raziskav nižinskih jam na gorske jame. Po Pološki jami pod jugozahodnim obrobjem Julijskih Alp in prvih odpravah v jame Kaninskega pogorja v šestdesetih letih prejšnjega stoletja je kras na pobočju gore Pršivec (2056 m) severno od Bohinjskega jezera postal glavno raziskovalno področje društva.
Leta 1970 je bil v Ljubljanski jami nad izvirom Kamniške Bistrice je bil večkrat presežen društveni globinski rekord v jami, ki so jo člani društva odkrili in raziskali sami, na 279 m. V Pološki jami je bila prvič v Jugoslaviji presežena globina 500 metrov, po dvajsetih letih se je jama iz naše nekdanje skupne domovine spet pojavila na svetovni lestvici globokih jam. Potapljači društva so dosegli nove globine v Divjem jezeru, Žerovnici, Postojnski jami, Tkalca jami in Planinski jami. Člani DZRJL so sodelovali pri odkritjih v jamskem spletu Piaggia Bella na francosko-italijanski meji. Leta 1971 so v Pološki jami dosegli globino 685 m, jugoslovanski globinski rekord. Za kratek čas je bila jama med dvajsetimi najglobljimi na svetu in prva med jamami, raziskovanih od spodaj navzgor.
Leta 1972 se je društvo vrnilo k tradicionalnemu imenu: Društvo za raziskovanje jam Ljubljana (DZRJL). Septembra je potekala odprava na Brezno pri gamsovi glavici nad Bohinjskim jezerom. Jamo so leta 1969 odkrili člani Jamarske sekcije Planinskega društva Železničar in jo raziskali do globine 40 m, leta 1970 do 170 m, leta 1971 do 475 m in avgusta 1972 do 615 m, ko je sodeloval tudi Jurij Andjelić-Jeti iz DZRJL. Ker so bile globine brezen le ocenjene, je bil namen odprave DZRJL, v kateri je bil tudi Jeti, jamo izmeriti in poiskati morebitno nadaljevanje. Globino jame so popravili na 444 m, kar je bila še vedno druga najgloblja v Jugoslaviji, našli pa so tudi nadaljevanje. V naslednjih letih so nadaljnje odprave DZRJL jamo poglobile na 819 m.
Jože Pirnat je izdal Jamarsko tehniko, prvo slovensko knjigo te vrste. Leta 1973 so na Kaninu odkrili več globokih jam, preplavali odtočni sifon v Pivki jami, Rado Smerdu pa je posnel 8-milimetrski jamarski film V svetu brez sonca.
Leta 1972 je član društva Primož Jakopin na 6. Jugoslovanskem speleološkem kongresu v Lipici predlagal, da jam ne bi več vrednotili le po dolžini in globini, temveč predvsem po prostornini. V letu 1974 je zasnoval trirazsežni model za predstavitev jamskega prostora in s pomočjo Jake Jakofčiča napravil prvo 3D izmero jame, Skednene jame. Do leta 1979 je razvil programsko orodje za 3D model in iz 305 izmerjenih točk v 51 prečnih rezih (profilih) izračunal osnovne vrednosti za to jamo: dolžina 205 m, površina 8900 m2 in prostornina 6500 m3 z oceno napake pod 5 %. Leta 1981 je z devetčlansko ekipo izmeril večjo jamo, Mačkovico, ki se tudi nahaja na severnem robu Planinskega polja. Uporabili so dva velika lesena kotomera, ki sta imela na vrhu baterijsko svetilko z ozkim snopom svetlobe, za merjenje kotov do nedostopnih stropnih točk iz parov klasično izmerjenih talnih točk. Trirazsežni model je imel 106 profilov s 709 oglišči; rezultat je bila dolžina 650 m in prostornina 38.800 m3 z oceno napake pri prostornini pod 2%. Leta 1984 so Daniel Rojšek iz DZRJL in njegova skupina izmerili 54 m dolg segment Martelove dvorane na koncu Škocjanskih jam. Dobili so prostornino 220.000 m3, kar je desetina celotne prostornine dvorane (2.200.000 m3), ki so jo namerili angleški jamarji leta 2018.
Avgusta 1974 se je v Tkalca jami v Rakovem Škocjanu zgodila prva jamska potapljaška nesreča s smrtnim izidom v Jugoslaviji. Janko Petkovšek iz Jamarskega društva Logatec se ni vrnil s potopa v končnem sifonu. Dvema članoma reševalne ekipe, iz DZRJL, Borisu Sketu in Antonu Praprotniku, je uspelo prvič preplavati 26 metrov globok in 147 metrov dolg zapleten iztočni sifon. Na drugi strani sifona je bil 2 km dolg vodni rov, Petkovškovega trupla pa niso nikoli našli.
Leta 1975 so potapljači društva preplavali sifon izvira Boka pri Bovcu in 240 m dolg odtočni sifon v Pivka jami, ki spada v jamski splet Postojnske jame. Na drugi strani tega sifona so našli 300 metrov suhega rova. Leta 1976 so člani društva po petih letih dela odprli zgornji vhod v Pološko jamo, s čimer se je globina jame povečala na 705 m. Do konca leta so na Kaninu raziskali vsega skupaj več kot 300 jam. Leta 1977 so preplezali 120 metrov visok kamin v Hankejevem kanalu Škocjanskih jam. Leta 1978 je bila v Breznu pri gamsovi glavici dosežena globina 612 m, leta 1979 pa 758 m. Rado Smerdu je posnel 16-milimetrski film Neuhojene poti in sodeloval pri snemanju filma Kje so tiste stezice o biologu Egonu Pretnerju. Leta 1980 so na Pršivcu nad Bohinjskim jezerom odkrili in raziskali Majsko jamo do globine 420 m. Dva člana društva sta se udeležila jugoslovanske odprave v takrat najglobljo jamo tistega časa, v francoski: Gouffre de la Pierre Saint Martin (-1332 m) in v jamo Gouffre Berger. Rado Smerdu je skupaj s soavtorjem Vilkom Filačem prejel posebno nagrado žirije na 3. mednarodnem festivalu jamarskega filma v kraju La Chapelle-en-Vercors, za film Kje so tiste stezice. Od 1981 do 1983 so nadaljevali z raziskovanjem jam na Pršivcu, in sicer v Breznu pri gamsovi glavici in v Majski jami, kjer je bila dosežena globina 592 metrov. Leta 1984 se je v soteski Predaselj, kanjonskem delu reke Kamniška Bistrica utonil Rado Smerdu, predsednik društva. Od 1985 do 1988 so člani društva obiskali Antro del Corchia (-1210 m, v Apuanskih Alpah) in jamo Spluga della Preta (- 877 m, na planoti Lessinia nad Verono. Na Pršivcu so raziskali Pingvinovo jamo, Brezno Martina Krpana, Cefizljevo jamo in Botrovo jamo. Zadnjo navedeno so povezali z Breznom pri gamsovi glavici in tako povečali njegovo globino na 819 metrov. Glavni fotograf društva v sedemdesetih in osemdesetih letih je bil Tomaž Planina, učenec in naslednik Francija Bara. Izpopolnil je osvetljevanje z elektronskimi bliskavicami namesto onesnaževalne pirotehnične osvetlitve s svetilnim prahom.

## Jame Kanina, Pokljuke in Poljane
Najbolj odmevni dosežki društva v preteklih desetletjih so povezani z odkrivanjem in raziskovanjem globokih jam na planotah 2200-2350 metrov nad morjem (leta 2022 je bilo tam znanih 800 jam), pod vrhovi Kanina in Rombona, gorskih grebenov na slovensko-italijanski meji, kjer se nahaja približno desetina vseh jam na svetu, globljih od 1000 metrov. Po letu 2005 je postal glavni cilj "Kanexit", navezava teh jam na jamo Mala Boka, ki ima vhod 433 metrov nad morjem, še en, zgornji vhod (jamo BC4) pa na nadmorski višini 1730 metrov, nad dolino reke Soče. Namen Kanexita je ustvariti jamo, globoko 1900 metrov.
Leta 1989 so člani društva sodelovali pri raziskovanju Skalarjevega brezna na Kaninu, takrat najgloblje jugoslovanske jame, kjer je meddruštvena odprava dosegla globino 911 metrov. Na povabilo tržaških jamarjev sta se oktobra tega leta Franci Gabrovšek in Gregor Pintar udeležila akcije »-1000« v Črnelskem breznu na Rombonu, ki je prvič v Sloveniji presegla globinsko mejo 1000 metrov. Januarja 1990 je društvo sodelovalo v slovensko-italijanski reševalni odpravi v tej jami, ki je sledila, ko je pri reševanju poškodovanega kolega umrl tržaški jamar. Jamarji DZRJL so 28. julija na Rombonu odkrili vhod v jamo Vandima (trgatev v slovenskem primorskem narečju, iz italijanske besede vendemmia). Leta 1991 je bil poletni jamarski tabor društva prestavljen s tradicionalnega Pršivca nad Bohinjskim jezerom na Rombonske pode. V Vandimi so v letih 1991 in 1992 raziskali štiri rokave, ki vodijo do globin 398, 600, 650 in 550 metrov. V sedmih ekskurzijah od marca do julija 1993 so v Vandimi dosegli globino 1042 metrov. Prvič se je zgodilo, da so mejo tisoč metrov presegli slovenski jamarji in društvo se je s tem dosežkom utrdilo na vrhu visokogorskega jamarstva pri nas. Leta 1994 so v Breznu pod Velbom odkrili najgloblje (notranje) brezno na svetu, 501 meter globoko. Od leta 2022 je bilo na tej lestvici sedmo. Leta 1996 so se člani društva udeležili mednarodnih jamarskih odprav v jamo São Vicente v Braziliji, italijanske odprave v jame kanjona La Venta v Mehiki in jamarske odprave v Pakistan.
Leta 1997 so društveni poletni tabor iz Rombona preselili na Kanin. Dosegli so dno Brezna pod Velbom, na -852 metrih. Jeseni je društvo organiziralo samostojno jamarsko odpravo v jame Omana, raziskali in izmerili so 4,5 km novih jamskih rovov. Največja raziskana jama, Konof, je bila globoka 223 metrov in dolga 1508 metrov. V katastru jam DZRJL, ki ga je vodila Dorotea Verša, so ustvarili jamarski elektronski poštni seznam [angl. mailing list], ki je kmalu postal glavno sredstvo za izmenjavo informacij med slovenskimi jamarji. Leta 1998 je več ekskurzij v Gorjansko jamo nad Gorjami pri Bledu podaljšalo jamo za 2 km. V Najdeni jami so po veliko letih spet našli nadaljevanje. Društvo se je udeležilo iskanja nadaljevanj v Skalarjevem breznu na Kaninu. Jože Pirnat - Jozl je oktobra odkril vhod v Renejevo brezno na Kaninskih podih, imenovano po Renatu Verbovšku - Renetu, ki je nekaj dni pred tem umrl v prometni nesreči. V letu 1999 so na 14 ekskurzijah to jamo poglobili na 750 metrov, Marjan Baričič pa je odkril jamo P 4 ali Brezno rumenega maka. S pomočjo potapljaškega kluba Norik-sub je bil premagan prvi sifon v jami Ponor polne lune na Banjški planoti in nazadnje dosežen tudi končni sifon, na globini 430 metrov, 2 kilometra od vhoda.
Leta 2000 so člani društva dolžino Najdene jame povečali na prek 5 kilometrov. Renejevo brezno je postalo druga jama društva, globlja od 1000 m.
19. aprila leta 2001 je DZRJL izstopilo iz Jamarske zveze Slovenije (JZS). Ob ustanovitvi JZS leta 1962 je društvo dalo novoustanovljeni zvezi na razpolago svoj arhiv, kataster jam, ki je s tem postal skupen, z dogovorom, da obdrži nadzor nad njim. Napetosti med obema organizacijama so postale zelo vidne leta 1990, ko je bilo na letni skupščini JZS spremenjeno pravilo glasovanja iz 10 jamarjev en glas, ki je aktivnejšim jamarskim klubom zagotavljalo večjo težo, na en član zveze en glas. Leta 1997 je Občni zbor JZS spremenil statut zveze, odpravili so določilo, da vodjo katastra jam JZS predlaga DZRJL, potrdi pa Občni zbor JZS. Po letu 1997 je vodja katastra jam, članica DZRJL Dorotea Verša sicer ostala na svojem položaju, vendar je bilo na Občnem zboru JZS leta 2000, ko tudi ni bil izvoljen kandidat DZRJL za predsedstvo JZS očitno, da je dogovor pri koncu. Društvo je potem iz skupnega arhiva umaknilo vse dokumente, ki so jih prispevali njegovi člani, jih nadomestilo s kopijami in po neuspelem zadnjem poskusu zbližanja stališč izstopilo iz JZS. Leta 2024 je JZS imela 36 članic s približno 700 jamarji, manjkala sta predvsem DZRJL (150 članov) in JD Dimnice (Koper, 40 članov).
Člani društva v letu 2001 raziskali Renejevo brezno do -1068 m, Dean Pestator pa je posnel jamarski film Vrtiglavica, prikazan na več festivalih gorniškega in jamarskega filma. Leta 2002 in 2003 so člani društva raziskovali jamo Lobašgrote blizu Črnega Potoka pri Kočevju; na Kaninu so v Renejevem breznu iskali nadaljevanja v podoru na -1000 metrih. V letu 2004 so v tej jami premagali ozko Binino pasažo in prišli do globine 1114 metrov. Odprava DZRJL v Tunizijo je z jamarji iz Zaghouana raziskala več jam nad tem krajem in Grotte de la Mine (Jamo v rudniku) na gori Djebel Serj. Leta 2005 so člani društva na Kaninu odkrili in raziskali dve globoki jami, (Su)Rovko in Brezno pri lepih žlebičih, pri Strahinju pa nove rove v jami Velika Lebinca. V Renejevem breznu so prišli do vodnega toka, rov so imenovali Kaliktar (narečni izraz za Kolektor). Člani društva so se udeležili odprave v jame na Slovaškem. 
V letu 2006 so v Renejevem brezno na Kaninu v dvorani Copacabana prišli do končnega sifona (kasneje imenovanega Mattov), na -1240 m, na gladini osrednjega vodonosnika Kaninskih podov.
Jurij Andjelić je odkril jamo Brezno spečega dinozavra, 2310 metrov nad morjem, 400 metrov severovzhodno od Reneja, tik pod grebenom Visokega Kanina, 2587 m, in 330 metrov (na SZ) od meje z Italijo. Leta 2007 je bil pomemben dosežek raziskava Krasje jame nad dolino Soče. V 2008 so v Spečem dinozavru prišli do globine 300 metrov, kjer se je Brezno T-Rex (Tiranozaver Rex) končalo s podornim stožcem. Nadaljnje raziskovanje so opustili in jame niso registrirali vse do leta 2022. Člani društva so sodelovali še pri odpravi na Prokletije v Črni gori, kjer je bilo odkritih 30 novih jam. Leta 2009 so na gori Snežnik odkrili Brezno treh src. V letu 2010 so nadaljevali z raziskovanjem te jame, v bližini pa odkrili in raziskali še Brezno sijočih zvezd. Na pobudo Matta Covingtona so začeli iskati jame na Pokljuškem grebenu in najprej našli jamo Evklidova piščal, 1550 metrov nad morjem.
V letu 2011 so člani društva, skupaj z jamarji iz Ajdovščine in Trsta v jami P 4 na Kaninu razširili vse ožine, vključno s tisto na dnu. Leta 2007 se je Rok Stopar iz Jamarskega društva Dimnice (Koper) prosto potopil v sifon na dnu Renejevega brezna, na -1240 m. Odkril je, da se potopljeni rov ustrezne širine in višine nadaljuje 1 m pod površjem in da je voda v njem čista, z dobro vidljivostjo. Po daljšem neuspešnem iskanju potapljača, ki bi bil sposoben potopiti se tako globoko v jami, se je Matt Covington, speleolog in priložnostni potapljač iz Arkansasa v ZDA, potopil v sifon 11. novembra 2011. Voda je imela 2,7° C, potop je trajal 12 minut, Covington je prišel 10 metrov globoko in 30 metrov daleč. Potopljeni rov, 7 x 4,5 metra (širina krat višina), se je spuščal pod kotom 20° v smeri ZJZ, potapljač je našel dva kamina, v enem je priplaval do gladine. Vidno je bilo nadaljevanje rova, v isti smeri, pod istim kotom. Spomladi 2013 sta se Matic Di Batista in Matija Perne udeležila odprave v jamo Chevé v Mehiki. Nadaljevalo se je raziskovanja jame P 4 na Kaninu do neprehodne špranje z močnim zračnim tokom, na globini 458 metrov. Na Pokljuškem grebenu so člani društva odkrili dve jami z vhodoma, ki sta bila 25 metrov narazen: Platonovo šepetanje (nadmorska višina 1861 m) in Trubarjev dah (1853 m nad morjem). Oktobra leta 2014 je 23-članska odprava društva in 11 drugih jamarskih klubov (deset iz Slovenije, eden iz Hrvaške) ob podpori 10-članske površinske ekipe DZRJL obiskala Mattov sifon na dnu Renejevega brezna na Kaninu. Potapljač Simon Burja iz DZRJ Simon Robič Domžale se je potopil 82 metrov globoko, 250 metrov daleč. Rov čiste vode, enake velikosti, se je nadaljeval pod enakim kotom in smerjo: 7 x 4,5 m, -20°, ZJZ, brez konca. Globino jame je povečal na 1322 metrov. Konec maja 2015 so člani društva začeli raziskovati Brezno na Toscu, nadmorska višina 1965 m, nad Pokljuko. Jamo je odkril in registriral Peter Habič leta 1959, globinao vhodnega brezna je ocenil na 100 metrov. Do začetka leta 2016 so prišli v jami do globine 472 metrov, skupna dolžina izmerjenih rovov pa je bila 1098 metrov.
Leta 2016, od januarja do maja, so veterani društva prekopali zaporedje ožin na koncu jame Galacijevka (Škrlovo brezno), 250 metrov JV od Najdene jame, in na globini 65 metrov povezali obe jami. Galacijevka je postala tretji vhod Najdene jame - drugega, jamo Krastača, so leta 2004 povezali jamarji iz Borovnice in Jamarskega kluba Železničar. Julija so člani društva na Pokljuškem grebenu, 200 metrov od jam Trubarjev dah in Platonovo šepetanja, na težko prehodnem terenu – strmo pobočje je poraslo z gostim rušjem - odkrili jamo Romeo (1881 metrov nad morjem). Konec decembra je 20-članska skupina (14 iz DZRJL, 6 jamarjev iz Hrvaške) dosegla globino 1002 metra v jami P 4 na Kaninu. Na globini 950 metrov so odkrili verjetno največjo dvorano Kaninskih jam, Infinitum s približno 220.000 m3, desetino prostornine največjega slovenskega podzemskega prostora, Martelove dvorana na koncu Škocjanskih jam. Januarja 2017 so člani društva našli prehod med jamama Trubarjev dah in Platonovo šepetanje v Pokljuškem grebenu. Brezno na Toscu so avgusta 2018 raziskali do dolžine 1870 metrov in globine 581 metrov. Nadaljnje raziskovanje so opustili zaradi težkega dostopa tako do vhoda kot do dna jame. Istega meseca in iz istih razlogov, še zaradi ledu na dnu, so pri dolžini 1596 m in globini 385 m opustili delo v jami (Su)Rovka na Kaninu. Tudi v avgustu so jamo Romeo v Pokljuškem grebenu povezali s Trubarjevim dahom in Platonovim šepetanjem.
V začetku leta 2019 je v društvu vzniknila ideja, da bi v severozahodni Sloveniji poiskali novo, obvladljivo majhno speleološko neraziskano področje, kjer bi v razmeroma kratkem času in brez prevelikega truda lahko našli veliko novih jam. Po analizi lidarskih zemljevidov, na katerih so jasno vidne ostrorobe vdolbine, podobne vhodom v brezna, je Matic Di Batista izbral območje okoli Planine Poljana (1470 metrov nad morjem), pod Raskovcem (1967 m) v Spodnjih bohinjskih gorah. Obsega približno 17 km2 - 3,1 km (S-J) x 5,6 km (V-Z), s tem da se večina vhodom podobnih vdolbin nahaja v 3 km2 (1,4 km krat 2,3 km) velikem žepu ZSZ od Planine Poljana. Območje je razen pozimi razmeroma lahko dostopno - poldrugo uro vožnje iz Ljubljane, uro peš - pa vseeno slabo raziskano, saj je tako kot Pokljuški greben poraščeno s težko prehodnim rušjem. Pred letom 2019 je bilo na tem območju registriranih enajst jam, v letih 1958 (4), 1976 , 1990, 2011 (2) in 2017 (3) - do konca leta 2019 pa so člani društva odkrili in raziskali 30 novih jam s skupno dolžini prek 5 kilometrov. K dosežku so v veliki meri pripomogli domačini, ki so jamarjem za prenočevanje dali na uporabo enega od pastirskih stanov. Aprila 2019 so se trije člani društva, Matic Di Batista, Špela Borko in Jure Bevc udeležili odprave v jamo Chevé v Mehiki. Raziskave v jami Trubarjev dah na Pokljuki so povečale njeno dolžino na 6200 metrov, globino pa na 614 metrov. Avgusta so odkrili prehod med Renejevim brezno (dolžina 6 km) in P 4 (tudi 6 km dolga) na globini 1000 metrov pod vhodom v Renejevo brezno. Nastala je najdaljša jama na slovenski strani Kanina, potem ko je bila na tem mestu mnogo let Mala Boka (od leta 2005 povezana z breznom BC4).
Avgusta 2020 je društvena odprava v jami P 4 na Kaninu prišla do končnega sifona, 1102 metra pod vhodom, v dvorani Ipanema, podobno kot dvorana Copacabana v Renejevem breznu imenovani po brazilski plaži. Nadmorska višina sifona je 1019 metrov, približno v ravnini z bližnjim Mattovim sifonom v Reneju. Jama LJ 29, tudi na Kaninu, je bila raziskana do globine 415 metrov. V jami Platonovo šepetanje na Pokljuki so septembra dosegli dolžino 2352 metrov in globino 569 metrov. Jame Pokljuškega grebena - tri povezane jame: Trubarjev dah, Platonovo šepetanje in Romeo (skupaj dolge 9584 metrov in 643 metrov globoke) ter bližnja Evklidova piščal so dosegle dolžino 12000 metrov in globino 760 metrov. V Spodnjih bohinjskih gorah, na področju Planine Poljana, je bilo odkritih in raziskanih 26 jam.
Avgusta 2021 se je po daljšem premoru nadaljevalo raziskovanje Brezna spečega dinozavra. Dva dni pred koncem društvenega poletnega tabora na Kaninu, ki sicer ni izpolnil pričakovanj, je štiričlanska ekipa odkrila okno nad dnom jame, na severni strani dvorane T-Rex, na globini 300 metrov. Jama se je nadaljevala proti severu, proti meji z Italijo. Prišli so do globine 350 metrov, kjer so se morali vrniti, ker je zmanjkalo vrvi. Naslednjega dne je jamo obiskala skupina petih in napredovala do -400 metrov, kjer se je jama razcepila v dve nadaljevanji - v mokrem meandru in v velikem suhem kanjonu. Na tretji ekskurziji, teden dni po koncu poletnega tabora, so sledili mokremu meandru in dosegli globino 500 metrov, na četrti ekskurziji, še teden dni kasneje, se je bilo treba obrniti na -750 metrih. Peta ekskurzija septembra 2021 je prinesla globino 1040 metrov, v ozkem meandru. Do konca leta 2021 je bila globina jame povečana na 1082 metrov, do sifona na dnu. Nekaj nadaljevanj, po suhem kanjonu na -400 metrih, je ostalo še neraziskanih. Avgusta 2021 se je član društva udeležil mednarodne odprave v jamo Boj-Bulok v Uzbekistanu. Na območju Planine Poljana je bilo v letu 2021 odkritih in raziskanih 20 jam, med njimi 4-P, dolga prek 1 km.. V letu 2022, od prvega maja do konca leta, so člani društva odkrili novo jamo v bližini Robidišča, vasi na skrajnem zahodnem robu Slovenije, 200 metrov od meje z Italijo in jo raziskali. Gre za večnadstropno jamo s podzemnim tokom, dolgo 2053 metrov in globoko 266 metrov. Največjo jamo na Planini Poljana, Grvn (8 km), imenovani po domačem izrazu za gorvodno, z mrežo velikih fosilnih freatičnih rovov 400 metrov pod površjem, so člani društva v tem letu povezali z jamo Rajža, s skupno dolžino 10 km, kar je deveto najdaljša dolžina med slovenskimi jamami. Raziskovanje brezna spečega dinozavra na Kaninu se je nadaljevalo, globina 800 metrov je bila dosežena v novem, SZ kraku. Leta 2023 se je ta krak razcepil na dva in v obeh nadaljevanjih so odprave društva dosegle sifona. Na -1075 metrih na SZ strani, kjer je rov tik pred sifonom prečkal slovensko-italijansko mejo, in na -1074 metrih na drugi strani. Nadmorska višina vseh treh sifonov v jami je na približno 1230 metrih nad morjem, kar je 200 metrov nad nadmorsko višino Kopakabane/Ipaneme na dnu Renejevega brezna in jame P 4. Od marca 2019 do novembra 2023 je bilo v okolici Planine Poljana odkritih in raziskanih 97 novih jam.
Do vključno prve polovice leta 2023 so člani in članice DZRJL odkrili in prispevali v Kataster jam Slovenije, ki je takrat obsegal 15265 enot, 3103 jame.

## Člani društva
Od leta 1910 se je veliko ljudi pridružilo DZRJL, tudi za vse življenje, ali le za nekaj let. Do leta 2010 se je število vseh članov in članic približalo 1000. Izbirna galerija portretov nekaterih članov je na voljo prek spodnje povezave. Številke označujejo leto, ko se je oseba pridružila društvu, vsi brez letnice so v društvo vstopili istega leta kot njihov predhodnik.
| |
| - 1910 Viljem Putik - Pavel Kunaver - 1924 Jovan Hadži - 1927 Alfred Šerko ml. - 1934 Egon Pretner - 1948 Miran Marussig - Tomaž Planina - 1949 Jurij Kunaver - 1950 Dušan Novak - Boris Sket - 1951 Ivan Gams - 1953 France Velkovrh - 1956 Andrej Baraga - 1959 Matjaž Puc - Andrej Puc - 1962 Metod Di Batista - Anton Praprotnik - 1963 Jože Pirnat - France Šušteršič - 1964 Janez Ileršič - Marjan Juvan - Igor Maksim Košir - Primož Krivic - Jernej Lindič - Janez Modrijan - Jurij Trenz - 1965 Vid Gregorač - 1966 Primož Jakopin - Janez Kanoni - Renato Verbovšek - 1967 Jurij Andjelić - Marjeta Horvat - 1968 Marko Vogrič - 1969 Bogdan Kovač - Miha Mišič - Slava Ovčar - Ignac Sivec - Rado Smerdu - 1970 Jaka Jakofčič - 1971 Daniel Rojšek - 1974 Vojko Mahorčič - 1975 Janez Sabolek - Kristofer Pečar - Alenka Terlep - 1976 Mitja Bernard - 1978 Marina Brancelj - Tomi Lajovic - Marko Modic - Marko Paternu - Gregor Pintar - Polona Planina - Joerg Prestor - Marko Simić - Andreja Žagar - 1979 Andrej Gosar - Vanja Janežič - 1980 Andrej Erznožnik - Marko Krevs - Uroš Kunaver - 1983 Tine Petkovšek - Tomaž Šuštar - 1985 Dean Pestator - Janez Vengar - 1987 Franci Gabrovšek - Rafko Urankar - 1988 Dorotea Verša - 1989 Miran Erič - 1990 Boris Lipovec - 1991 Franc Marušič - 1992 Matjaž Pogačnik - Slavko Polak - 1995 Marjan Baričič - Arne Hodalič - Matija Perne - 1998 Matej Dular - 1999 Martina Bergant - Jure Krajšek - 2001 Tomaž Miklavčič - Primož Presetnik - Ivo Sedmak - Uroš Stepišnik - 2002 Jernej Petrovčič - Mitja Prelovšek - Lucija Ramšak - 2003 Blaž Bezek - Bojana Fajdiga - Janez Pucihar - Andrej Drevenšek - Maja Zagmajster - 2004 Aleksandra Privšek - 2005 Gregor Cilenšek - Petra Gostinčar - Jure Košutnik - 2007 Blaž Bidovec - Riko Grecs - Rok Grecs - 2008 Matic Di Batista - Tomaž Krajnc - 2009 Marko Hrovat - Primož Rupnik - Tanja Tomšič - 2010 Matt Covington - Jaroš Obu - 2011 Matej Blatnik - Mateja Centa - Diana Grublješič - Teo Delić - 2012 David Škufca - 2013 Špela Borko - Armin Krivec - 2014 Jaka Flis - 2015 Ester Premate - Behare Rexhepi - Aja Zamolo - 2016 Rok Brajkovič - Teja Čeru - Darja Kolar - Eva Pavlovič - 2017 Jure Bevc - Lojze Blatnik - Luka Večerin - 2018 Matevž Hreščak - Tjaša Vezovnik - Klemen Kramar - Vid Naglič - Vanja Pečar - 2019 Matevž Marinko - Grega Sarka - 2020 Samo Grgurevič - Peter Mašič - Taras Večerin - 2021 Tim Berginc - Tinkara Kepic - 2022 Neja Kramer - Aljaž Osterman - Anže Tesovnik - 2023 Anže Kadunc - Vladimir Levašov - David Piščanec - 2024 Adam Likar - Jakob Majdič - Ajda Mila Poljak - Matic Prevec - Matic Špetič - Svit Zagmajster Lovrek |

Do leta 2024 je društvo imelo 20 predsednikov, dva sta to funkcijo opravljala dvakrat, najdlje pa je bil na tej funkciji Jovan Hadži, od leta 1929 do 1948. Številke v spodnjem izbirnem seznamu označujejo leto, ko je bil kandidat izvoljen za predsednika društva.
| Predsedniki DZRJL           | Predsedniki DZRJL |
| --------------------------- | ----------------- |
| Theodor Schwarz von Karsten | 1910              |
| Josip Mantuani              | 1923              |
| Mate Hafner                 | 1924              |
| Jovan Hadži                 | 1929              |
| Albin Seliškar              | 1948              |
| Ivan Michler                | 1949              |
| Valter Bohinec              | 1954              |
| Jurij Kunaver               | 1965              |
| Valter Bohinec              | 1966              |
| Tomaž Planina               | 1967              |
| Matjaž Puc                  | 1971              |
| France Osole                | 1972              |
| Rado Smerdu                 | 1981              |
| Tomaž Planina               | 1984              |
| Joerg Prestor               | 1986              |
| Gregor Pintar               | 1990              |
| Rafko Urankar               | 1997              |
| Matjaž Pogačnik             | 2003              |
| Primož Presetnik            | 2007              |
| Mitja Prelovšek             | 2011              |
| Jure Košutnik               | 2014              |
| Matic Di Batista            | 2019              |

## Društvene publikacije
Leta 1959 je izšla prva številka društvenega glasila Naše jame. Ostale so znanstvena in strokovna publikacija DZRJS do leta 1970, ko jih je prevzela Jamarska zveza Slovenije (ustanovljena leta 1962). Glas podzemlja, manj formalna letna publikacija društva, je odraz časa in delovanja članov DZRJL. Od leta 1969 do vključno 2023 je izšlo 30 številk.
Prvi Jamarski priročnik, edini popoln, je leta 1964 sicer izdala založba Mladinska knjiga v zbirki Priroda in ljudje, napisalo pa ga je devet avtorjev, članov društva: Ivan Gams, Zdravko Petkovšek, Miran Marussig, Jože Štirn, Boris Sket, France Osole, Franci Bar, Uroš Tršan in Valter Bohinec. Obsega 100 strani in je razdeljen na 12 poglavij: Raziskovanje jamskih oblik in nastanka jame (I.G.), Jamska metereologija (Z.P.), Hidrološke meritve v jamah (M.M.), Potapljaštvo v speleologiji (J.Š.), Biološke raziskave v jamah (B.S.), Jama - arheološko nahajališče (F.O.), Organizacija jamskih ekskurzij (I.G.), Jamarjeva osebna oprema in raziskovalni pripomočki (M.M.), Merjenje kraških jam (M.M.), Fotografiranje v jamah (F.B.), Prva pomoč jamarjem pri nezgodah (U.T.) ter Iz zgodovine raziskovanja kraških jam v Sloveniji (V.B.).
131 strani obsegajoč jamarski priročnik Ne hodi v jame brez glave Rafka Urankarja, Franceta Šušteršiča, Marka Simića in Antona Praprotnika je izšel l. 2001. Vsebuje poglavja Jamarska tehnika, Dokumentiranje jam, Uporaba topografskih kart, Varovanje jam in Nevarnosti v jamah.
Kot avtorji ali soavtorji so člani društva ustvarili veliko pomembnih del s področja speleologije.